# PT boat
Les PT boats ou vedettes-torpilleurs étaient un type de vedette lance-torpilles, un petit navire rapide utilisé par l'United States Navy durant la 2de Guerre mondiale pour attaquer les navires de surface de plus grande taille. Le code d'immatriculation « PT » sur la coque, signifie Patrol Torpedo, littéralement « torpilleur de patrouille ». Les flottilles de bateaux PT boat ont été surnommées « la flotte des moustiques ». Les Japonais les appelaient « devil boats ».
Les premières vedettes-torpilleurs ont été conçues avec des coques à exhaussement. Elles déplaçaient jusqu'à 300 tonnes et la vitesse était de 25 à 27 nœuds (46 à 50 km/h). Les PT boats utilisés durant la 2de Guerre mondiale étaient construits en utilisant les types de coques développés pour les bateaux de course. Ils étaient plus petits (30–70 tonnes) et plus rapides (35-40 nœuds). Tous les types étaient conçus pour attaquer des bateaux de guerre plus importants avec des torpilles, utilisant leur grande vitesse pour s'approcher et leur petite taille pour éviter d'être touchés par le feu des canons. De plus, la vedette-torpilleur était beaucoup plus rapide, plus petite et meilleur marché que les bateaux torpilleurs conventionnels.
Au cours de la 2de Guerre mondiale, les PT boats américains s'attaquaient aux destroyers ennemis et aux nombreux autres navires de surface, allant de petites embarcations pour les navires d'approvisionnement jusqu'à des navires de transport plus importants. Les PT boats ont également fonctionné comme canonnières contre les petites embarcations ennemies, tels que les barges blindées utilisés par les forces japonaises pour le transport inter-îles dans le Pacifique.
Ce type de bateau a également été exporté comme vedette de sauvetage air-mer pour une utilisation non armée par la marine sud-africaine.

## Histoire

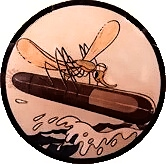
Insigne de la « flotte des moustiques ».

Au début de 1930, la Marine des États-Unis lança plusieurs appels d'offres pour plusieurs concepts de vedettes torpilleurs.

### Le derby du contreplaqué
Le bureau de l'Inspection et du Suivi décida de conduire des tests comparatifs. Les bateaux suivants furent testés au large de New London du 21 au 24 juillet 1941 :
- PT 6 : 25 m Higgins ; trois moteurs Packard de 1 200 ch.
- PT 8 : 25 m Philadelphia Navy Yard ; coque en aluminium ; deux moteurs Allison de 2 000 ch, un moteur Hall-Scott de 550 ch.
- PT 20 : 23 m Elco ; trois  moteurs Packard de 1 200 ch ; équipés avec des hélices spéciales ; renforcement spécial ajouté à la coque (structures et pont).
- PT 26, 30, 31, 33 : semblables au PT 20, à l'exception d'hélices standard et sans renforts spéciaux.
- PT 69 : 22 m Huckins ; quatre moteurs Packard de 1 200 ch.
- PT 70 : 23 m Higgins ; trois  moteurs Packard de 1 200 ch.
- Un MRB-8 (Motor Rescue Boat) 70 pieds (21,336 m) construit pour la Grande-Bretagne par Higgins ; trois  moteurs Hall-Scott de 900 ch.

### Elco

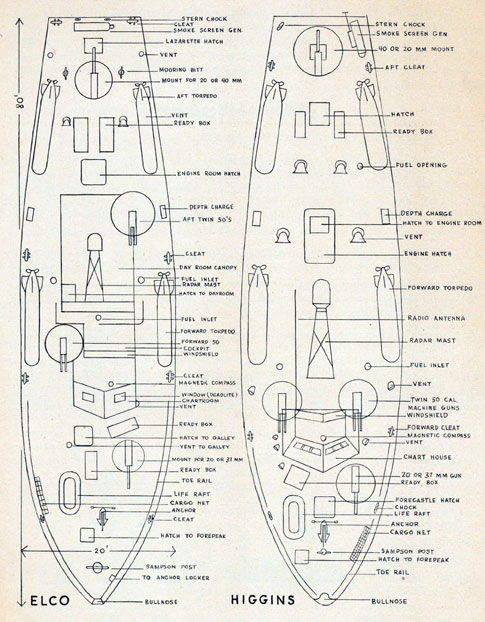
Comparaison des modèles Elco et Higgins (manuel de 1945).

Les bateaux de la division navale de la société Elco (en) étaient les plus grands des trois types de PT boats construits pour l'US Navy et utilisés pendant la 2de Guerre mondiale.

### Higgins
Higgins Industries (en) produisit 199 navires de 78 pieds (24 m). Les bateaux Higgins, construits par les Industries Higgins à la Nouvelle-Orléans (Louisiane) étaient des bateaux de classe PT-71, PT-235 ou PT-625.

### Huckins
La société Huckins reçut le plus petit contrat : 18 navires à la fin de la guerre, aucun ne combattit. Ils furent assignés à des flottilles de défense du pays dans la zone du Canal de Panama, Miami (Floride) et à Pearl Harbour, Hawaï.

### Vosper et autres types de PT boats
Pendant la 2de Guerre mondiale, la Vosper Boat Company de Grande-Bretagne installa plusieurs chantiers de construction navale aux États-Unis pour fabriquer des modèles de 70 pieds (21 m) de conception britannique, sous licence pour aider à l'effort de guerre. 146 unités armées de torpilles de 18 pouces (457 mm) furent construites. Elles furent exportées à des puissances alliées telles que le Canada, l'Angleterre, la Norvège et l'Union soviétique. Elles ne furent jamais utilisées par l'US Navy et seulement 50 furent utilisées par la Royal Navy.

## Construction
Avec le logement de trois officiers et 14 hommes d'équipage, celui-ci variait de 12 à 17 personnes, selon le nombre et le type d'armes installées. Le déplacement à pleine charge était de 56 tonnes.
Les PT boats étaient prévus pour planer à grande vitesse. La forme de la coque était semblable à celle qu'on trouve encore dans les bateaux de plaisance actuels : un V aigu sur la quille s'évasant vers les flancs en un toit plat. Les compagnies Elco et Higgins utilisèrent toutes les deux des techniques de construction de coques qui comprenaient deux couches de placage double d'acajou encollées. Ces placages étaient solidarisés avec des centaines de rivets en cuivre et des vis en bronze. Le résultat final était une coque très légère et résistante qui pouvait être facilement réparée des dommages dus aux combats.

## PT boats célèbres

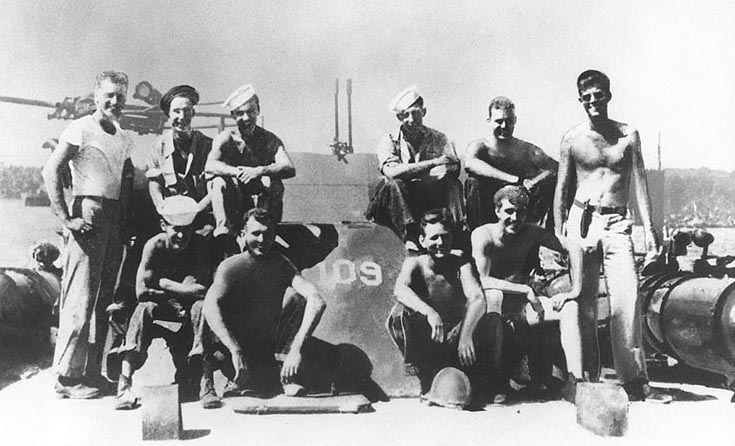
John F. Kennedy (debout torse nu à droite) avec l'équipage du PT-109 en 1943.

- Le PT-41, commandé par le lieutenant John D. Bulkeley, évacua le général Douglas MacArthur. Celui-ci quitta Corregidor (Philippines) pour l'ile de Mindanao avec sa famille et son état-major (sa femme et son fils), l'infirmière chinoise d'Arthur, le général Sutherland (USFFE Chief of Staff), capitaine Harold G. Ray (USN), lieutenant colonel Sidney L. Huff (Aide), et le major C.H. Morehouse (Medical Officer)).
- PT-59 (en) a été commandé par le lieutenant (LTJG) John F. Kennedy (futur président des États-Unis) dans le Pacifique durant la 2de Guerre mondiale.
- Le PT-109 a été commandé par le lieutenant (LTJG) John F. Kennedy (futur président des États-Unis) dans le Pacifique durant la 2de Guerre mondiale.
- Le PT-309 Oh Frankie. Alors qu'il attendait à New York son transfert en Europe, son commandant le lieutenant Barker rencontra Frank Sinatra qui accepta qu'il soit baptisé Oh Frankie. En Méditerranée il obtint des résultats remarquables sans perdre un seul homme. En 75 missions, le PT-309 coula cinq navires et s'empara d'une vedette rapide italienne. Aujourd'hui, elle se trouve au musée Admiral Nimitz à Fredericksburg, au Texas.

## Dans la fiction
- Le Black Lagoon dans le manga éponyme est un PT boat de type Elco et apparait dans plusieurs épisodes comme un élément central de l'intrigue.
- Le film américain Patrouilleur 109 de 1963 décrit les actions du président des États-Unis John Fitzgerald Kennedy alors qu'il est officier de la marine des États-Unis et commandant la vedette lance-torpilles PT-109

## Navire musée
- PT-305, au Musée national de la Seconde Guerre mondiale à La Nouvelle-Orléans[2].
- PT-617, au Battleship Cove à Fall River dans le Massachusetts
- PT-796, au Battleship Cove à Fall River dans le Massachusetts
- PT-658, au Swan Island Industrial Park (en) à Portland dans l'Oregon